# پارک مالوتی دراکنسبرگ
پارک مالوتی دراکنسبرگ (به لاتین: Maloti-Drakensberg Park) یک میراث فرهنگی و میراث طبیعی در لسوتو است که در کوازولو-ناتال، آفریقای جنوبی واقع شده است.

## میراث جهانی
این پارک در فهرست میراث جهانی یونسکو ثبت شده است.